# Mieleuz
Mieleuz (ros. Мелеуз) – miasto w Rosji, w Baszkirii, 200 km na południe od Ufy.

## Demografia
- 2009 – 61 624[3]
- 2020 – 56 677[2]